# Liste der Wegekreuze und Bildstöcke im Bonner Ortsteil Holtorf
Die folgende Liste enthält die Wege-, Grabkreuze und Bildstöcke, die auf dem Gebiet des Bonner Ortsteils Holtorf im Stadtbezirk Beuel nachgewiesen sind.
| Bild           | Bezeichnung    | Lage                                     | Beschreibung | Inschrift | Bauzeit            | Denkmalnummer |
| -------------- | -------------- | ---------------------------------------- | --- | --- | ------------------ | ------------- |
| weitere Bilder |                | Guardinistraße 54 Karte                  | Das hölzerne Wegekreuz vor dem Haus Guardinistraße 54 wurde vor dem Ersten Weltkrieg errichtet und stammt von dem Schreinergesellen Johann Friedrichs. Es befand sich bis 1967 an der Ecke Guardinistraße (früher Kapellenstraße) und Mohnweg (früher Waldstraße). Im Zuge der Umsetzung wurde der Längsbalken erneuert, da der alte stark verwittert und nicht mehr instandsetzbar war. | Der obere Längsbalken enthält die Mahnung: RETTE DEINE SEELE; In den Querbalken sind die Namen JESUS MARIA JOSEF eingeschlagen; Der untere Längsbalken weist die Worte auf: ZU EHREN DES BITTEREN LEIDEN UND STERBEN UNSERES HERREN JESUS CHRISTUS ERNEUERT ANNO 1967 | erneuert 1967      |               |
| weitere Bilder |                | Guardinistraße/Löwenburgstraße Karte     | Das hölzerne Wegekreuz aus dem Jahre 1854 befindet sich an der Ecke Guardinistraße und Löwenburgstraße. Vorher befand es sich vor dem Haus Kapellenstraße 33 (heutige Guardinistraße) und wurde dort als nachträgliches Hochzeitsgeschenk errichtet. Das Kreuz wurde etwa 1966 versetzt und ersetzt ein sehr stark verwittertes Kreuz aus dem Jahre 1910, das nicht mehr instand gesetzt werden konnte. Dieses Kreuz wurde von dem Schreinergesellen Johann Friedrichs hergestellt und errichtet. | Sockel: ANNO 1854 | 1854               | A 2328        |
| weitere Bilder |                | Burghofstraße 13 Karte                   | Das Kreuz befindet sich an der Burghofstraße 13. | |                    |               |
| weitere Bilder |                | Löwenburgstraße/Ungartenstraße Karte     | Das Wegekreuz aus dem 18. oder 19. Jahrhundert (nach 1787) befindet sich heute an der Ecke Löwenburgstraße und Ungartenstraße. | (AVF) GERICHT ZV EHREN DES BITTERN LEIDEN IESV VON WITTWE IOHAN THVRN | 18/19. Jahrhundert | A 2340        |
| weitere Bilder |                | Löwenburgstraße/Ungartenstraße Karte     | Das Grabkreuz befindet sich an der Ecke Löwenburgstraße und Ungartenstraße und befand sich vermutlich ehemals auf dem Kirchhof in Königswinter-Stieldorf. | PETTER MVLER STARB D14D MAD 1776 GHSM ST 8IV LIV 1776 | 1776               |               |
| weitere Bilder | Missions-Kreuz | Burghofstraße 2 Karte                    | Das alte Missions- und Fußfallkreuz wurde 1763 von der Mutterpfarrei in Küdinghoven über den alten Kirchweg nach Holtorf gebracht und am Backes (Backhaus) des Brandenhofes an der Ecke Löwenburgstraße und Mohnweg aufgestellt. 2006 wurde es an der alten Stelle demontiert und im Juni 2007 an der Burghofstraße 2, der katholischen Kirche St. Antonius Holtorf, aufgestellt. | MISSION - CHRVZ 1763 | 1763               | A 2339        |
| weitere Bilder |                | Weinheimstraße Karte                     | Das hölzerne Wegekreuz wurde ursprünglich vor dem Haus Löwenburgstraße 111 aufgestellt und befindet sich heute in der Weinheimstraße vor dem Friedhof. | DIESES KREUZ HABEN HENRICH KURTH EHELEUT GERICHT | 1763               |               |
| weitere Bilder |                | Burghofstraße 101 Karte                  | Das Wegekreuz aus dem Jahre 1818 befindet sich heute an der Burghofstraße 101, direkt an dem Weiher des zugehörigen Guts. | Dieses Kreuz ist errichtet zu Ehren dem bittern Leiden und Sterben unseres Herrn Jesu Christi von den Eheleuten Johann Klein u. Elisab. Grames zu Oberholtorf 1818 | 1818               | A 2355        |
| weitere Bilder |                | Burghofstraße / Stieldorfer Straße Karte | Das eiserne Wegekreuz aus dem Jahre 1891 befindet sich an der Burghofstraße und Stieldorfer Straße. Die Toten aus Nieder- und Oberholtorf wurden damals noch in Küdinghoven beerdigt, so dass dieses Kreuz zur Erinnerung an die Verstorbenen errichtet wurde. | Auf dem Oval unter dem Kreuz: ZUR FROMMEN ERINNERUNG DER VERSTORBENEN VON OBERHOLTORF 1891 | 1891               | A 2106        |
| weitere Bilder |                | Stieldorfer Straße 31 Karte              | Das Wegekreuz aus dem Jahre 1851 befindet sich in der Stieldorfer Straße, am Heuser-Hof. Die Stifterin, Frau Elisabetha Grames, ist die gleiche, die das Kreuz am Oberholtorfer Weiher stiftete. Zu dem Zeitpunkt war sie noch mit dem Gutsbesitzer Johann Klein verheiratet, der im Jahre 1818 verstarb. | Errichtet zu Ehren des bittern Leidens u. Sterbens unseres Herrn Jesu Christi von der Elisabetha Grames Witw. Klein, Witw Marx zu Oberholtorf im Juny 1851 | 1851               | A 2356        |
| weitere Bilder |                | Ungartenstraße 16 Karte                  | Das Wegekreuz wurde 1924 errichtet und befindet sich heute vor dem Haus Ungartenstraße 16. | Im Kreuz ist Heil Erricht für d. verst. von Ungarten von d. Eheleuten Christian Frings Christ. geb. Mais 16.4.1924 | 1924               |               |